# Вестернизация

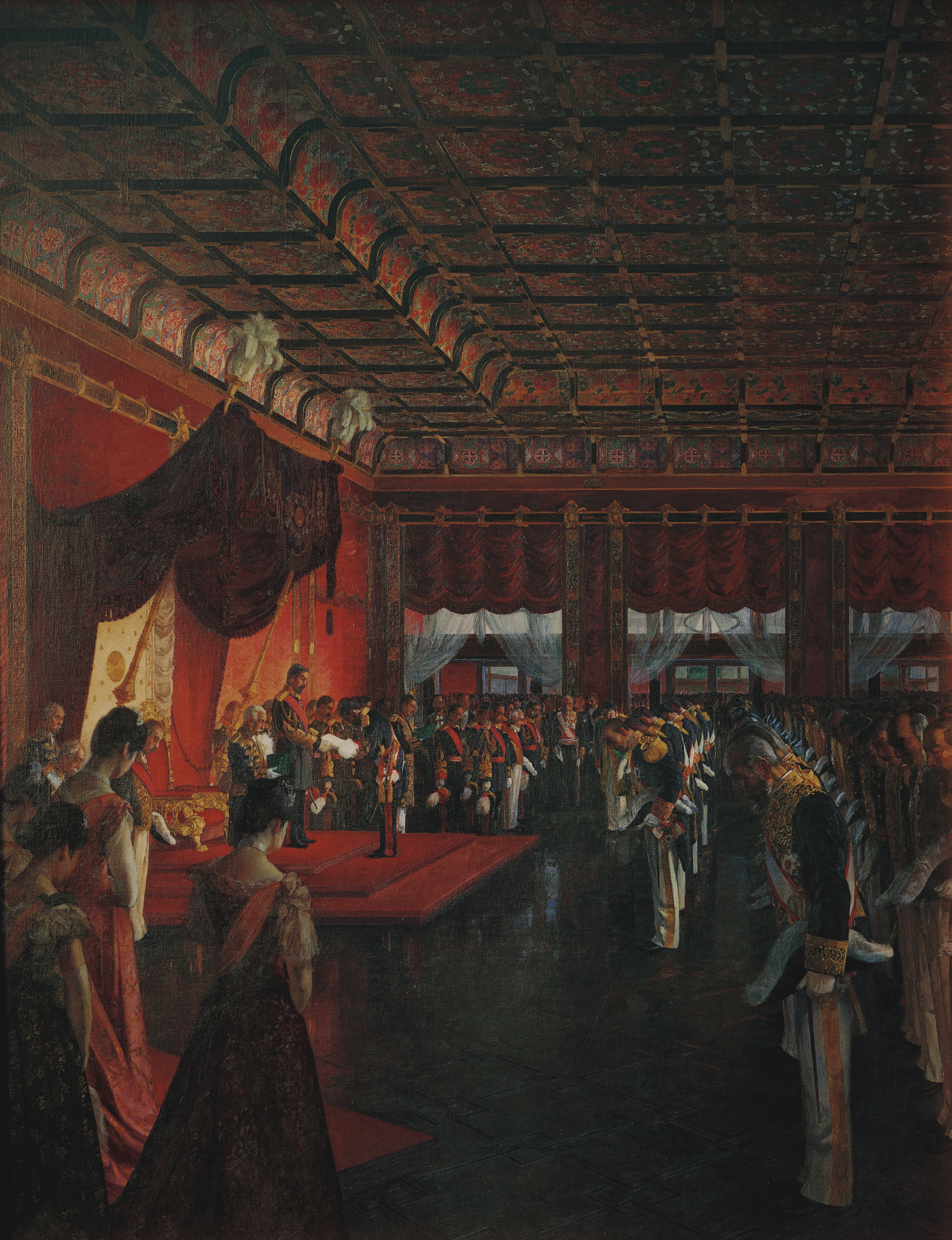
Церемония промульгации Конституции, художник Вада Эйсаку. Император представляет Конституцию премьер-министру Куроде Киётаке на церемонии в Императорском дворце 11 февраля 1889 года (Мемориальная картинная галерея Мэйдзи)

Вестерниза́ция (от англ. west — «запад») — перенесение структур, технологий и образа жизни западных (европейских) обществ в другие общества, заимствование и воспроизведение западного опыта. Может быть одной из форм модернизации.
Западные страны передали многим другим народам достижения западной цивилизации, в таких областях как политика, социальная сфера, экономика, культура, но в бо́льшей мере первыми использовались ресурсы своих колоний, отрицалась ценность местных культур, игнорировалась их готовность к вестернизации. Часто вестернизация представляла собой проникновение культуры современного типа в традиционную. Технологическое преимущество европейцев над другими народами, достигнутое ими в данный конкретный период, начало рассматриваться как их естественно-природное превосходство, что составило идейную основу политики колониализма и, в частности, стало идеологическим обоснованием рабства в Новое время и расизма. Колониализм сформировал «эквиваленты общения» с другими культурами, включая западные ценности, менталитет, идеологию, образ жизни и технологии. Местные сообщества могли сопротивляться вестернизации, а позднее, осознавая преимущества западной культуры пытались повторить западный путь, но без колониального насилия, собственными темпами, в изоляции, формируя авторитарную власть. Россией и Османской империей был пройден путь от сопротивления до контролируемой вестернизации. Результаты вестернизации режимы автократического индустриализма в Латинской Америке, выражавшиеся в поддержании начал современной цивилизации в условиях отсутствия демократии; стабильные полудемократии и квазидемократии в Азии; патерналистские полудемократии, нестабильные демократические структуры с превалирование традиционного уклада в Африке. Ряд стран вместо прямой вестернизации, осуществляемой под патронажем западного государства, предприняли попытку реализовать модель самостоятельного «догоняющую развития», при котором Запад использовался в качестве образца.
С эпохи колониализма инициаторами вестернизации являлись западноевропейские страны, и этот процесс проходил в основном в виде колонизации. Западные ценности и структуры обычно распространялись силовым путём, поскольку местные жители не имели стимула к переходу к западной культуре. Считается, что европейский колониализм начался с эпохи Генриха Мореплавателя, инфанта Португалии. После периода Реконкисты к колониализму присоединилась Испания. С середины XVII века инициативу взяла Англия. До конца XIX века лидировали Британия и Франция. Во второй половине XX века носителем западных образцов, которые заимствуются другими странами мира в рамках модернизации, вместо западноевропейских стран стали США. Вестернизация приобрела форму американизации. Последняя получила распространение и в европейских странах. Вестернизация связана с рядом современных социальных и политических теорий, включая диффузионизм, атлантизм, европоцентризм.